# Morozowicze (Ukraina)
Morozowicze (ukr. Морозовичі) – wieś na Ukrainie w rejonie włodzimierskim obwodu wołyńskiego.

## Historia
Gniazdo rodziny Mrozowickich herbu Prus III. Pod koniec XIX w. wieś w gminie Grzybowica (Hrybowica), w powiecie włodzimierskim.
Do 2020 w rejonie iwanickim.